# ماتیا گاواتزی
ماتیا گاواتزی (ایتالیایی: Mattia Gavazzi؛ زادهٔ ۱۴ ژوئن ۱۹۸۳) دوچرخه‌سوار اهل ایتالیا است. وی در مسابقات جیرو دیتالیا شرکت کرده است.